# Plavić
Plavić is een plaats in de gemeente Zagorska Sela in de Kroatische provincie Krapina-Zagorje. De plaats telt 177 inwoners (2001).